# Apioscelis araracuensis
Apioscelis araracuensis är en insektsart som beskrevs av Bentos-pereira och Listre 2005. Apioscelis araracuensis ingår i släktet Apioscelis och familjen Proscopiidae. Inga underarter finns listade i Catalogue of Life.